# Puerto Rico Open 1991
Puerto Rico Open 1991 — жіночий тенісний турнір, що проходив на відкритих кортах з твердим покриттям Hyatt Regency Cerromar Hotel у Сан-Хуані (Пуерто-Рико). Належав до турнірів 4-ї категорії в рамках Туру WTA 1991. Турнір відбувся вдев'яте і тривав з 21 до 27 жовтня 1991 року. Друга сіяна Жулі Алар здобула титул в одиночному розряді й отримала 27 тис. доларів США.

## Фінальна частина

### Одиночний розряд
Жулі Алар —  Аманда Кетцер 7–5, 7–5
- Для Алар це був 1-й титул в одиночному розряді за кар'єру.

### Парний розряд
Хіракі Ріка /  Флоренсія Лабат —  Сабін Аппельманс /  Камілл Бенджамін 6–3, 6–3